# Forgotten Freshness
Forgotten Freshness — сборник раритетных записей хип-хоп-группы Insane Clown Posse. Выпущен в 1995 году и содержит неизданные и редкие треки группы. Так как этот альбом содержит треки, которые не вошли в национальные релизы группы, сборник был выпущен ограниченным тиражом только в районе Детройта и на Среднем западе. В 1998 году группа выпустила сборник под названием Forgotten Freshness Volumes 1 & 2. Позже многие треки из этого альбома появились на других сборниках для более широкого распространения.

## Музыка и слова
Песня «Southwest Strangla» должна была войти в сольник Shaggy 2 Dope под названием «Shaggs The Clown», но весь проект был пересмотрен. В начале песни рассказывается о фактах разграбления Northwest Airlines Flight 255, который потерпел катастрофу на I-94 В Детройте в 1987 году. При измении ритма песни «Hey, Vato», эта песня стала композицией под названием «Wagon Wagon» из второй джокер-карты, Ringmaster. Многие слова из текста «Hey, Vato» были включены в песню «Who Asked You», которая также вошла в «Ringmaster».
Песня «Fat Sweaty Betty» первоначально должна была войти в альбом Riddle Box. Но была отдана в «Mental Warp» шоу. «Ask You Somethin» является кавер-версией песни Clarence Carter под названием «Strokin». Песня «3 Rings» была выпущена на «Riddle Box» с слегка изменённым текстом. «Dead Pumpkins» стала первым синглом с первого концерта ICP «Hallowicked» в 1994 году, с тех пор «Hallowicked» проводится группой ежегодно 31 октября, в день всех святых.

## Список композиций
| №   | Название              | Музыка                | Длительность |
| --- | --------------------- | --------------------- | ------------ |
| 1.  | «Ghetto Zone»         | from Dog Beats        | 6:02         |
| 2.  | «Santa's a Fat Bitch» | from Carnival X-Mas   | 4:22         |
| 3.  | «Clown Luv»           | from Fuck Off!        | 3:43         |
| 4.  | «Dog Beats»           | from Dog Beats        | 4:58         |
| 5.  | «Southwest Strangla»  | original              | 4:42         |
| 6.  | «Red Christmas»       | from Carnival X-Mas   | 4:26         |
| 7.  | «Hey, Vato»           | original              | 5:02         |
| 8.  | «Life at Risk»        | from Dog Beats        | 3:26         |
| 9.  | «Fat Sweaty Betty»    | original              | 4:40         |
| 10. | «Ask You Somethin»    | original              | 2:46         |
| 11. | «3 Rings»             | from Fuck Off!        | 4:40         |
| 12. | «Dead Pumpkins»       | from Hallowicked 1994 | 4:55         |